# Dār Bahāreh
Dār Bahāreh (persiska: دار بهاره) är en ort i Iran.   Den ligger i provinsen Khuzestan, i den centrala delen av landet, 600 km söder om huvudstaden Teheran. Dār Bahāreh ligger 80 meter över havet och antalet invånare är 165.
Terrängen runt Dār Bahāreh är platt.Runt Dār Bahāreh är det ganska tätbefolkat, med 62 invånare per kvadratkilometer. Närmaste större samhälle är Longīr-e Vosţá, 7,7 km öster om Dār Bahāreh. Trakten runt Dār Bahāreh är ofruktbar med lite eller ingen växtlighet.